# 達尼·代爾
達尼·代爾（Danial "Danny" Dyer，1977年7月24日—）是英國的一位演員。他最近出演東區人。代爾曾是格林威治自治市足球俱樂部的主席。